# Écluses de Fonseranes
Les écluses de Fonseranes, communément appelées les neuf écluses de Fonseranes, sont un escalier d'écluses (neuf portes et huit bassins) situé à Béziers, dans l'Hérault, et constituant un ouvrage majeur du canal du Midi. Depuis 1858 et la construction du pont-canal de l'Orb, les deux dernières écluses ne sont plus utilisées.
Les écluses adjacentes sont l'écluse de l'Orb à l'est et l'écluse d'Argens à l'ouest.

## Description
L'échelle d'écluses comporte huit bassins de forme ovoïde (spécifique au canal du Midi), et donc neuf portes, permettant de franchir une dénivellation de 21,50 m, sur une longueur de 312 m. Au XIXe siècle, lorsqu'il a été décidé d'abandonner la traversée dans le lit de l'Orb et de construire un pont-canal, le septième bassin a été modifié pour être raccordé au nouveau bief menant au pont. Ne sont donc désormais utilisées que six écluses (sept portes). Sur l'ancien tracé du canal, il existe une dernière écluse à l'embouchure sur l'Orb (écluse double de Notre-Dame abandonnée).
La majesté du lieu, la prouesse technique que cela représentait en matière de génie civil, saisissent aujourd’hui encore les visiteurs du site. Des bâtiments traditionnels comme le coche d’eau, les écuries, la maison de l’éclusier y subsistent encore. Cet ensemble fait des écluses de Fonseranes le troisième site touristique le plus visité dans l'ancienne région Languedoc-Roussillon, après le pont du Gard et la cité de Carcassonne. C'est aussi l'un des ouvrages les plus visités du canal du Midi, avec 320 000 visiteurs par an.
Depuis 1984, les écluses de Fonseranes sont doublées d'une pente d'eau, mise en service en 1988 afin de doubler l'échelle d'écluses et de réduire le temps de passage. Mais le coût d'exploitation plus élevé que prévu a provoqué l'abandon du système. Le fréquent argument de l'effondrement du trafic marchand est fort improbable puisqu'il était déjà extrêmement réduit lors de la mise en service de la pente d'eau de Montech, quatorze ans plus tôt[source insuffisante]. Il est actuellement à l'abandon.

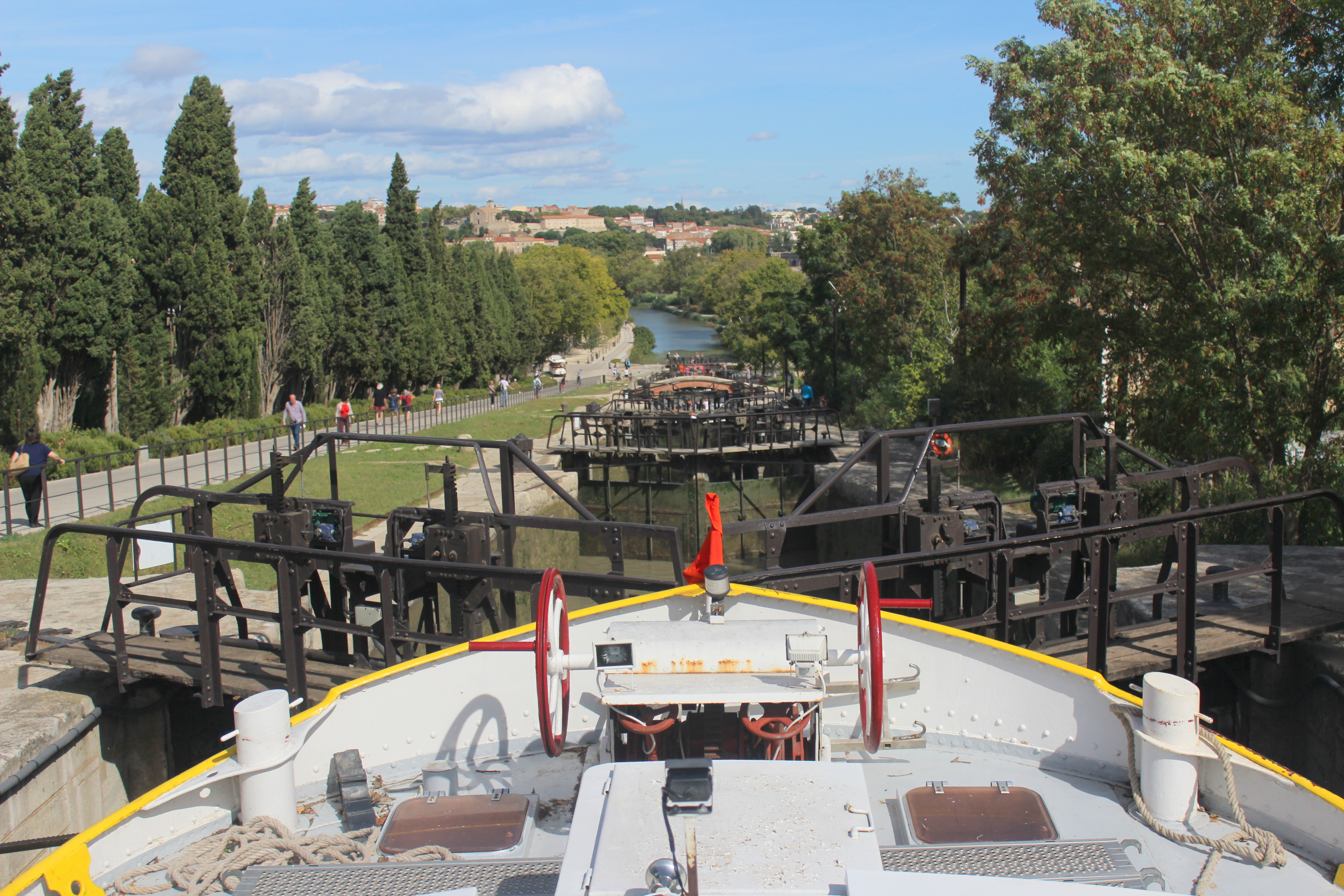
Écluses de Fonséranes depuis l'écluse supérieure.

Le site des écluses a subi d’importants travaux de réaménagement de janvier 2016 à juin 2017. Le montant de l'opération s'est élevé à 13,2 M€ dont 36 % a été financé par la communauté d'agglomération Béziers Méditerranée, 18 % par la région Occitanie, 19 % par le département de l'Hérault et 4 % par la ville de Béziers. L'État et l’Union européenne y ont également contribué à hauteur de 22 %.
Après 18 mois de chantier, le site a rouvert au public le 1er juillet 2017. Désormais, on accède aux écluses par un parking situé sur le haut et les visiteurs arrivent à travers des jardins sur le site lui-même. L'ancienne maison du coche d'eau a été rénovée à l'identique. Cette halte servait au XVIIIe siècle pour servir la dînée, qui était alors le repas de midi, aux bateliers et à leurs passagers. Elle abrite aujourd'hui l'office de tourisme, une salle de scénovision sur l'histoire du canal du Midi et une boutique de produits du terroir. Sur son flanc est venu se greffer un restaurant panoramique en forme de proue de navire, qui offre une vue imprenable sur la cathédrale de Béziers d'un côté, sur le canal de l'autre. Les abords des écluses ont été réaménagés dans un souci de continuité avec les matériaux existants : pierre, granit, bois et béton lissé. Désormais, les visiteurs peuvent descendre le long d'un chemin protégé, qui évite les chutes dans le canal, s'asseoir sur un banc à l'ombre des arbres et rejoindre le dernier deck[Quoi ?], où une buvette a été installée, tout en contemplant les manœuvres toujours compliquées des bateaux. Trente mille péniches, house boats ou bateaux de promenade sont passées par Fonséranes en 2016[Combien ?].

Diagramme des écluses et bassins, montrant le nombre de bassins et les six en usage aujourd'hui.

## Protection
Les écluses de Fonseranes ont fait l'objet d'un classement au titre des monuments historiques par un arrêté du 14 octobre 1996. Il comprend : les parements des huit bassins ; les quais de l'ensemble de l'ouvrage, sur le canal du Midi et sur le canal d'évacuation ; les quatorze volées d'escalier qui flanquent les bassins ; les bornes d'amarre en pierre ; le ponceau voûté, à l'extrémité aval de l'ouvrage ; la passerelle voûtée, entre le quatrième et le cinquième bassin. L'ensemble est également inscrit depuis 1996 sur la liste du patrimoine mondial de l'UNESCO au titre du canal du Midi.